# Drögsperyd
Drögsperyd is een plaats in de gemeente Bromölla in het Zweedse landschap Skåne en de provincie Skåne län. De plaats heeft 55 inwoners (2005) en een oppervlakte van 15 hectare. De plaats wordt voornamelijk omringd door bos, hoewel er ook wel wat landbouwgrond rondom Drögsperyd ligt, ook is er wat fruitteelt in de plaats. De plaats Bromölla ligt ongeveer twintig kilometer ten zuiden van het dorp. Vlaklangs de plaats loopt het wandelpad Blekingeleden, dit wandelpad loopt dwars door het landschap Blekinge (Drögsperyd ligt vlak bij de grens tussen Skåne en Blekinge).